# Westeremden
Westeremden (Gronings: Westeremm), oudtijds Emetha genoemd, is een dorp in de gemeente Eemsdelta  in de Nederlandse provincie Groningen met 355 inwoners op 1 januari 2023. Het is een beschermd dorpsgezicht.

## Geografie
Westeremden ligt in het westen van de oude landstreek Fivelingo, nabij de grens met Hunsingo, waarvan het wordt gescheiden door de Maarvliet ten westen van het dorp. Rondom het dorp liggen de dorpen Garsthuizen (noorden), Zeerijp (oosten), Loppersum (zuidoosten), Stedum (zuidzuidwesten) en Huizinge (westen), alsook de buurtschappen Vierburen (noordwesten), Westeremder Voorwerk (noorden), Stork (oosten) en De Har (westen).
Ten westen van het dorp loopt de Provinciale weg 46 (Eemshavenweg) richting Groningen. De dichtstbijzijnde spoorwegstations zijn Stedum en Loppersum ten zuiden en zuidoosten van het dorp.

## Geschiedenis

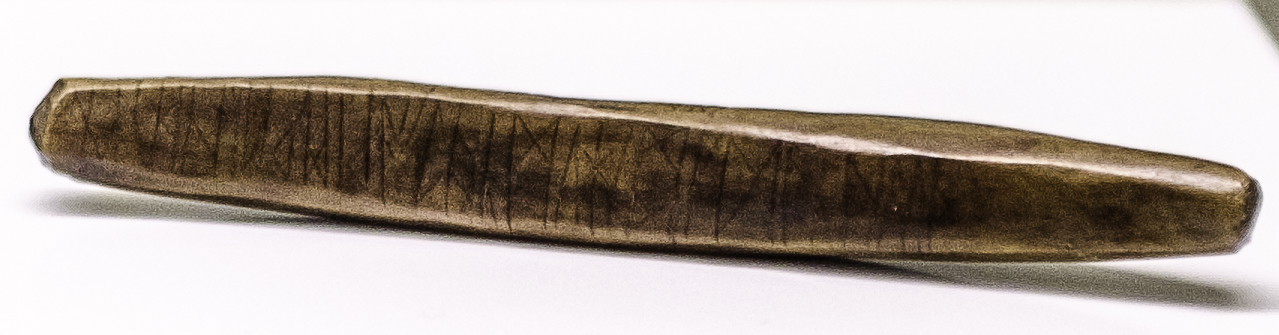
Het runenstokje van Westeremden

Westeremden is ontstaan rond het begin van de jaartelling aan de toenmalige monding van de rivier de Fivel in de Fivel-zeeboezem. Het is een radiaal wierdedorp dat oploopt tot 5,5 meter boven NAP en is gelegen op een kwelderwal die van Usquert, Kantens en Middelstum via Huizinge en Westeremden naar Zeerijp ('Zeerand') en Spijk loopt. Volgens de gemeentewebsite van Loppersum werden de onbebouwde delen van de wierde aan west- en zuidzijde tussen 1903 en 1910 afgegraven voor de verkoop van de vruchtbare wierdegrond. Bij archeologische opgravingen, waarbij professor Albert van Giffen was betrokken, zijn destijdswanneer? twee runeninscripties gevonden. In 1917 werd een tekst gevonden op een staafje van taxushout. In 1928 vond men een weefzwaardje met het korte opschrift voor Adegisl en Gisehild. Ondanks de afgravingen is het wierdepatroon nog goed zichtbaar.
De plaats komt in de middeleeuwen eerst voor onder de namen Emedun (944), Amuthon (10e-12e eeuw) en Emetha (of Emethe of Emutha; 13e eeuw). Mutha betekent: monding van de rivier. Later is het voorvoegsel 'wester' toegevoegd om de plaats te onderscheiden van het Oost-Friese Emden. Als zodanig komt de plaats voor het eerst voor in 1379. Onder de naam Embden komt de plaats echter nog voor tot de 17e eeuw.
Tot ongeveer 1000 had het dorp een haven, maar waarschijnlijk midden 10e eeuw slibde de Fivel dicht. Onduidelijk is of dit werd veroorzaakt door het graven van de Delf. Nadat het omliggende gebied in 1192 was bedijkt werd de haven uiteindelijk in 1219 gedempt. Het verdwijnen van de scheepvaart uit Westeremden leidde tot de opkomst van Garreweer. Na het dempen van de haven werd de Westeremdermaar gegraven. Een klein haventje bevindt zich nog aan de Molenweg.
Het dorp breidde zich in de loop der eeuwen vooral uit langs de noordzijde van de Dorpsweg. De wierdeafgravingen zorgden ervoor dat deze uitbreiding aan noordzijde zich doorzette.
Na de Tweede Wereldoorlog zijn veel voorzieningen uit het dorp verdwenen (winkels, scholen en ambachten) en zijn veel van de oude woningen gesloopt of gecombineerd tot grotere woningen. De weggetjes en (kerken)paden in het dorp geven nog een goed beeld van de vroegere indeling (radiaire wierde).
Westeremden is nu een dorpje (beschermd dorpsgezicht) met 500 inwoners, met karakteristieke bebouwing op een groene wierde. Er is nog een klein schooltje, de 'Abt Emoschool', en tot zondag 31 mei 2020 was er nog een kleine dorpswinkel. Daarnaast zijn er boerenbedrijven, maar ook een tweewielerwinkel, een kwekerij en nog enkele kleine bedrijfjes.
| 361 | 495 | 381¹ | 388¹ | 436¹ | 484¹ | 652 | 503 | 532 | 554 | 435 | 380² | 340² | 434 | 330² | 345² | 350² | 355² |
| ¹exclusief inwoners buiten bebouwde kom: 1859: 157; 1869: 199; 1879 en 1899: 167 ²Volgens wijk- buurtgegevens CBS |     |      |      |      |      |     |     |     |     |     |      |      |     |      |      |      |      |

## Gebouwen

### Kerken, weem en steenhuizen

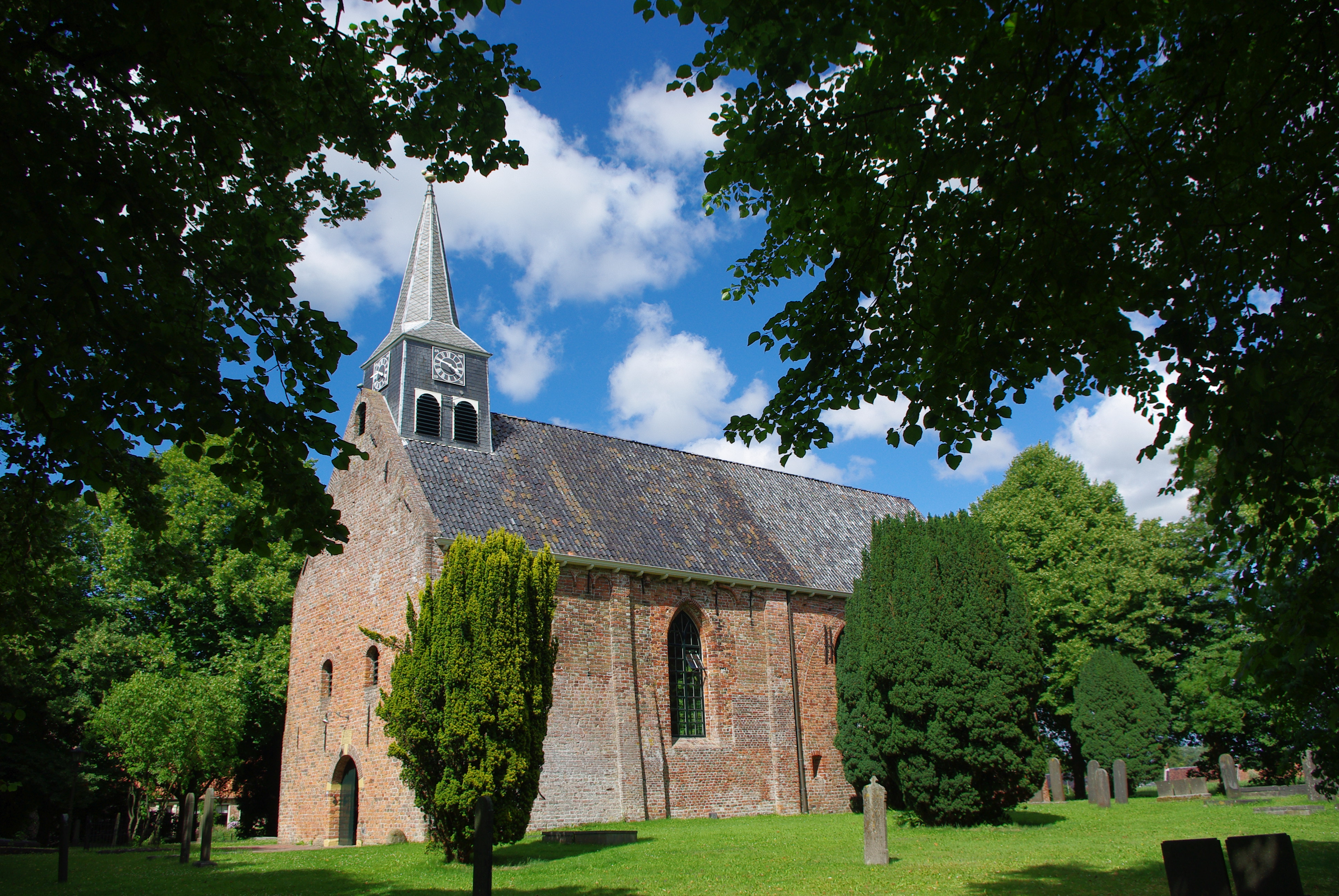
Andreaskerk

Het is onzeker wanneer de eerste kerk werd gesticht, maar in 1238 brandde echter de voorganger van de huidige romano-gotische Andreaskerk af tijdens een dorpsbrand. De Andreaskerk staat op het hoogste punt van de wierde, werd ingewijd in 1279 en is verschillende malen verbouwd, waarbij waarschijnlijk in de 15e eeuw de dwarsarmen van de oorspronkelijke kruiskerk werden afgebroken. Begin 19e eeuw werd de 13e-eeuwse toren afgebroken en vervangen door een dakruiter. In de kerk staat een orgel van Petrus van Oeckelen. Sinds 1993 wordt het gebouw gebruikt voor diensten van de vrijgemaakten, die daarvoor in de vroegere kosterij (dorpshuis) kerkten. Ook is het door de gemeente aangewezen als huwelijkslocatie.
Tegenover de kerk stond van 1260 tot begin 1913 de weem (middeleeuwse pastorieboerderij). Hierin of in een steenhuis ernaast zou hoofdeling Haye Wibben, die partij gekozen had voor de Hollanders rond 1400 gevlucht zijn voor Eppo van Nittersum. Nadat hij was uitgerookt werd hij echter alsnog doodgeslagen. Mogelijk heeft er ook een steenhuis of borg genaamd Borgheem gestaan bij Westeremden. De glorietijd van de borgen komt tot uiting in de tweejaarlijkse Focke-dag voor schoolkinderen, waarin de Groninger Middeleeuwen in Westeremden tot leven worden gebracht.

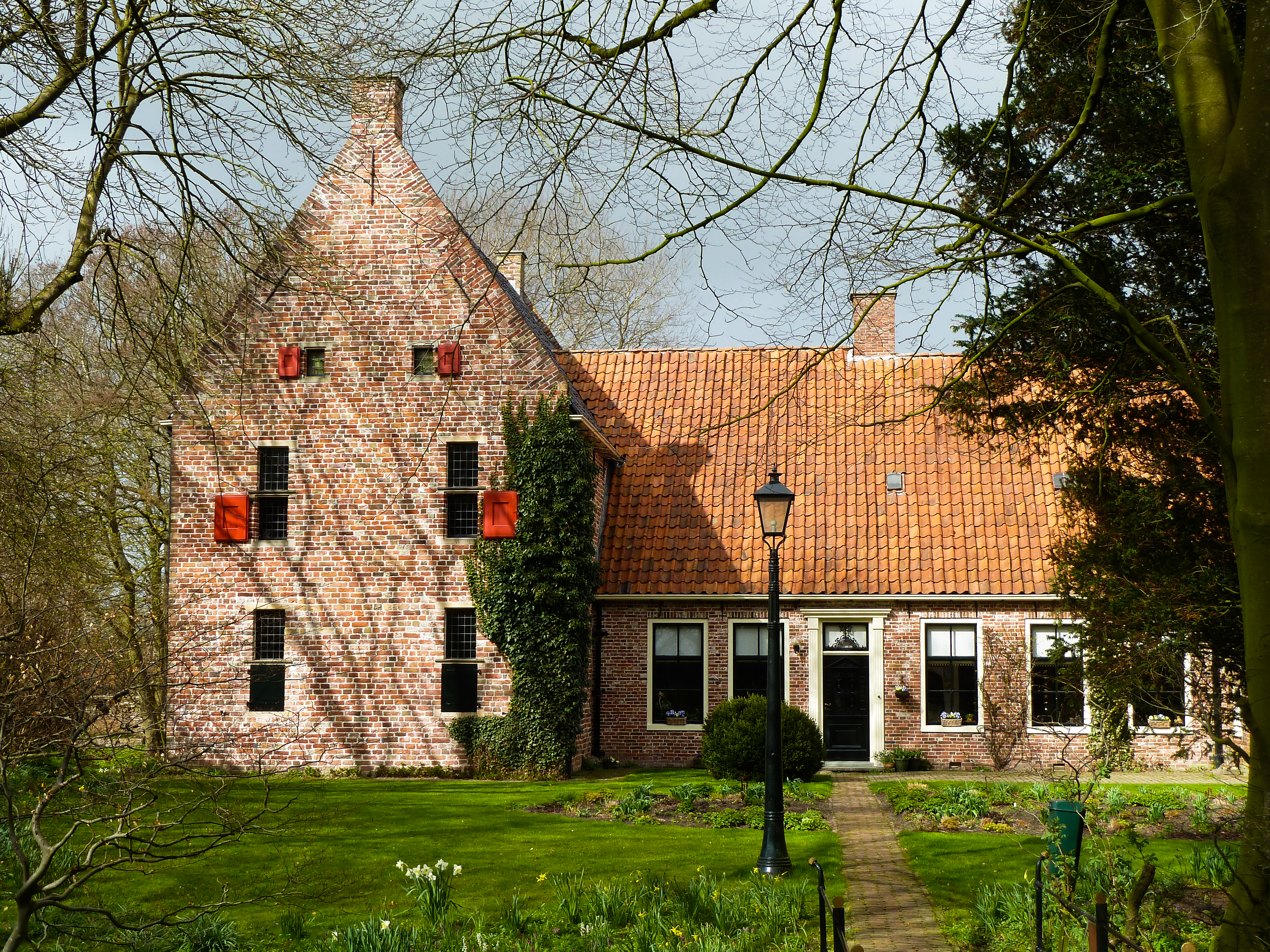
De door Helmantel herbouwde weem

De vervallen weem werd echter tussen 1912 en 1913 gesloopt en gebruikt voor de bouw van een pastorie in de jugendstil op dezelfde plaats in 1914. In 1972 sloopte de bekende schilder Henk Helmantel dit huis weer om de weem opnieuw op te bouwen tussen 1974 en 1975 in de stijl van het oorspronkelijke krüselwarck (hoog dwars voorhuis met dwars erop de schuur). De weem is sindsdien verbouwd in 1981, 1985 en in 2004, toen de 16e-eeuwse ramen werden geplaatst. Helmantel woont, werkt en exposeert sinds de jaren 1970 in de Weem en heeft deze in 1985 (deels) ingericht voor Museum Helmantel.
Doopsgezinden bouwden mogelijk in de 18e eeuw (voor 1751) een vermaning aan de weg naar Zeerijp, aan westzijde van de Westemdermaar in de buurt van de til. In 1803 werd besloten tot de sluiting van de vermaning, die vervolgens waarschijnlijk tussen 1805 en 1807 werd afgebroken.
De gereformeerde neoclassicistische kerk werd ter vervanging van een houten kerkje gebouwd tussen 1897 en 1898 aan de Kosterijweg naar een ontwerp van Pieter Tilbusscher uit Middelstum. In 1934 verhuisden de gereformeerden naar een groter kerkgebouw ertegenover en sindsdien wordt het oude gebouw als verenigingsgebouw ('Jachin') gebruikt. De gereformeerde pastorie en kerk uit 1934 zijn opgetrokken in een stijl die doet denken aan het expressionisme en de Amsterdamse School. Het oude kerk- annex verenigingsgebouw wordt tegenwoordig gebruikt als woning.

### Scholen
Eind 12e eeuw woonde de markante Groninger Abt Emo in het dorp die het roemruchte klooster Bloemhof in Wittewierum stichtte en die in Westeremden waarschijnlijk de eerste (parochie)school van Noord-Nederland stichtte. Hij was ook de schrijver van de Kroniek van Wittewierum, waarin hij een levendig tijdsbeeld schetst van de Middeleeuwen in deze streken, zoals het kloosterleven, de regelmatige rampspoed van overstromingen en ooggetuigenverslagen van een kruistocht. Emo's broer Addo was priester in Westeremden. De parochieschool werd in 1286 vergroot toen de abdijschool van Wittewierum naar Westeremden werd overgebracht. In 1535 werd de school vervangen door een kosterij met leslokaal erachter, waar tot 1882 werd lesgegeven door de koster. In 1916 kocht de gemeente Stedum het, die het in 1923 verkocht aan de plaatselijke dominee Ten Broek, die er een van de eerste dorpshuizen van de provincie Groningen in stichtte. In 1973 werd het pand gerestaureerd.
De school werd in 1883 gehuisvest in een nieuw pand aan de Kosterijweg. De koster bleef daarbij tot 1929 tevens hoofdonderwijzer. In 1950 werd de school ter ere van de oprichter hernoemd tot Abt Emmoschool. In 1995 werd de dorpsschool wegens een teruglopend aantal leerlingen gefuseerd met de Meester Kranenborgschool uit Garsthuizen, waarbij het bestaande Westeremdse schoolgebouw in gebruik bleef. In 2011 verklaarde de toenmalige gemeente Loppersum ook deze oudste school van Groningen te willen sluiten omdat ze terug wilde naar 3 of 4 brede scholen in verband met de bevolkingsdaling. Na verzet van de inwoners van Westeremden en de omringende dorpen is de gemeente Loppersum vooralsnog op deze plannen teruggekomen. In 1905 werd ook een gereformeerde School met de Bijbel opgericht aan de Pastorieweg 15, die ergens na 1975 is afgebroken.

### Overige gebouwen

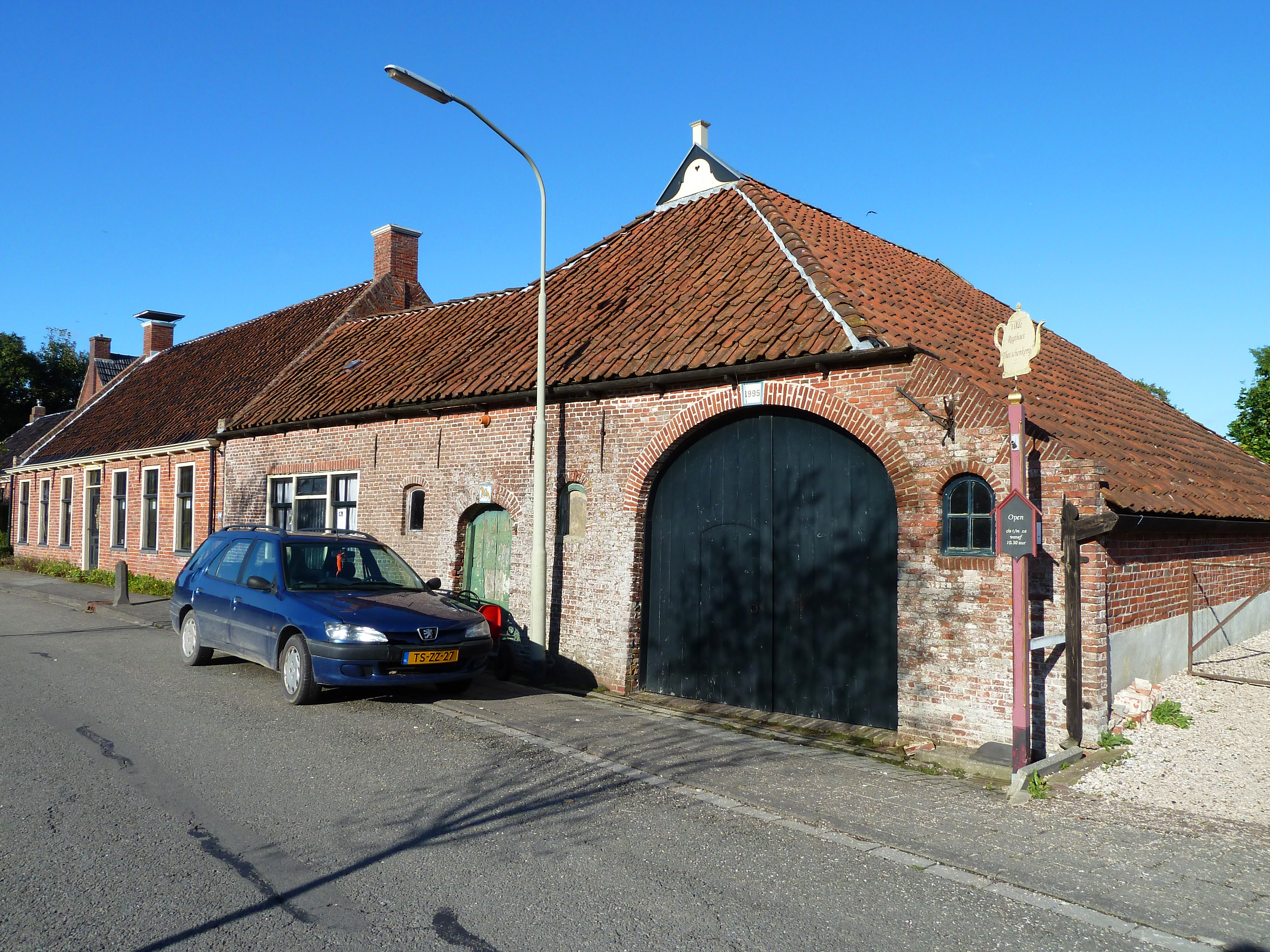
Het oude rechthuis. Boven de tweede (kleinere) poort van links staat de afbeelding van een opstijgende ruiter.

Aan de oostelijke ringweg (Pastorieweg) verrees vermoedelijk in 1607 een herberg met rechthuis, dat door een onverhard kerkpad was en is verbonden met de kerk. Het rechthuis werd geleid door een redger, die ook huwelijksakten en boedelscheidingen regelde. Het rechthuis bleef in gebruik tot 1749. In de jaren 1980 werd het in oude stijl hersteld en is sindsdien als boerderij ingericht. Achter de woning bevindt zich nu een theeschenkerij.
De eerste koren- en pelmolen in het dorp verrees voor 1628. Rond 1818 werd deze vervangen door een nieuw exemplaar, die in 1855 werd verplaatst naar Ten Post (aldaar herrezen als Nooitgedacht, afgebroken in 1946) om plaats te maken voor een nieuwe koren- en pelmolen het jaar erop. In 1951 werd deze molen (De Vlijt) deels afgebroken en in 1988 volledig.
Aan de Molenweg 1 stond in 1396 vermoedelijk de boerderij of het steenhuis van Hayo Wibben, die in 1585 voorkomt onder de naam 'Borchsheem'. De boerderij is meerdere malen herbouwd. Het oudste deel van de huidige boerderij 'Brogsheem' dateert uit 1870.
Aan de Fiveldijk staat op nummer 2 een 19e-eeuwse omgrachte boerderij met een blokvormig voorhuis. Op nummer 11 staat in de buurtschap Westeremder Voorwerk de villaboerderij Nieuw Voorwerk uit 1937, die werd ontworpen door de Lopster architecten Jan Benninga en Tamme van Hoorn.

## Aardbevingen
Op 8 augustus 2006 vond bij Westeremden een beving plaats van 3,5 op schaal van Richter. Tussen Westeremden en Zeerijp vond in de nacht van donderdag op vrijdag 26 januari 2007 een aardbeving plaats. Deze had een kracht van 2,3 op de schaal van Richter.  Op donderdag 30 oktober 2008 vond in de morgen in de buurt van Westeremden opnieuw een  aardbeving plaats, ditmaal met een kracht van 3,2 op de schaal van Richter. De bevingen waren het gevolg van aardgaswinning..
Hoewel de kracht van de aardbeving relatief gering is, kan de schade toch al aanzienlijk zijn, omdat het hypocentrum van de beving slechts 3 km diep  ligt (in de zandsteenlaag waarin het aardgas zit of daar zelfs boven).
"Normale" aardbevingen, ten gevolge van platentektoniek, vinden op 20 tot 100 km diepte plaats. Een beving met kracht 3,0 op 50 km diepte zal daarom nauwelijks gevoeld worden.

## Geboren in Westeremden
- Henk Helmantel (1945), kunstschilder
- Evert Willem Hofstee (1909-1987), socioloog
- Sijbolt Noorda (1945), theoloog en voorzitter van de Vereniging van Universiteiten